# Episodi di Aqua Teen Hunger Force (prima stagione)
La prima stagione della serie animata Aqua Teen Hunger Force, composta da 18 episodi, è stata trasmessa negli Stati Uniti, da Cartoon Network e Adult Swim, dal 30 dicembre 2000 al 29 dicembre 2002.
Il primo episodio Rabbot è stato trasmesso originariamente su Cartoon Network il 30 dicembre 2000. La serie è stata trasmessa ufficialmente su Adult Swim dal 9 settembre 2001, una settimana dopo il lancio ufficiale del blocco televisivo.
In Italia la stagione è inedita.
| nº | Titolo originale                                   | Prima TV USA      |
| -- | -------------------------------------------------- | ----------------- |
| 1  | Rabbot                                             | 30 dicembre 2000  |
| 2  | Escape from Leprechaupolis                         | 9 settembre 2001  |
| 3  | Bus of the Undead                                  | 30 settembre 2001 |
| 4  | Mayhem of the Mooninites                           | 14 ottobre 2001   |
| 5  | Balloonenstein                                     | 23 dicembre 2001  |
| 6  | Space Conflict from Beyond Pluto                   | 7 aprile 2002     |
| 7  | Ol' Drippy                                         | 21 aprile 2002    |
| 8  | Revenge of the Mooninites                          | 5 maggio 2002     |
| 9  | MC Pee Pants                                       | 19 maggio 2002    |
| 10 | Circus                                             | 17 novembre 2002  |
| 11 | Dumber Days                                        | 1º dicembre 2002  |
| 12 | Love Mummy                                         | 24 novembre 2002  |
| 13 | Dumber Dolls                                       | 3 novembre 2002   |
| 14 | Interfection                                       | 8 dicembre 2002   |
| 15 | Bad Replicant                                      | 10 novembre 2002  |
| 16 | PDA                                                | 15 dicembre 2002  |
| 17 | Mail-Order Bride                                   | 22 dicembre 2002  |
| 18 | Cybernetic Ghost of Christmas Past from the Future | 29 dicembre 2002  |

## Rabbot
- Titolo originale: Rabbot

Il Dott. Weird svela la sua nuova invenzione

- Diretto da: Dave Willis e Matt Maiellaro (non accreditati)
- Scritto da: Dave Willis e Matt Maiellaro

### Trama
Il Dott. Weird crea un enorme coniglio robotico di titanio chiamato Rabbot per risolvere, a detta sua, il "problema vegetale del mondo". Il dottore spruzza del profumo nella faccia del robot, portandolo a scappare dal laboratorio. Il robot, saltando in giro per la città, distrugge l'auto di Carl. Il mattino dopo, Carl trova la sua macchina distrutta e Frullo cerca di "esaminare" la scena del crimine. Fritto inizia a discutere con Carl riguardo al fatto che dovrebbe trovare un lavoro e poco dopo, Fritto finisce per scaraventarlo sul tetto della casa tramite il suo raggio di teletrasporto. Frullo e Fritto cercano di risolvere il mistero della macchina all'interno della piscina di Carl, contro le sue richieste. Dopo aver svegliato Polpetta, gli Aqua Teen si dirigono verso il centro commerciale dove trovano degli indizi riguardo al passaggio di Rabbot, il quale avrebbe sviluppato una formula per la crescita istantanea dei capelli. I tre si dirigono verso il centro della città, dove trovano Rabbot che sta spruzzando gli edifici con la sua formula. Dopo i tentativi falliti di Frullo e Fritto nel distruggere il robot, Polpetta accende la sua radio portatile riuscendo a distrare e far ballare Rabbot con la sua musica. Successivamente, gli Aqua Teen si raggruppano nella piscina di Carl e dopo aver compreso la pericolosità di Rabbot nel centro cittadino, decidono di trovare nuovi ristoranti e locali notturni.
- Ascolti USA: telespettatori 200.000 – rating/share 18-39 anni.[4][5]

## Escape from Leprechaupolis
- Titolo originale: Escape from Leprechaupolis
- Scritto da: Dave Willis e Matt Maiellaro

### Trama
Il Dott. Weird costruisce una macchina spara-arcobaleni, capace di afferrare le persone e scaraventarle via con violenza. Tuttavia, durante un black out, il macchinario viene misteriosamente rubato. Successivamente si scopre che i colpevoli sono tre folletti che attraverso un nefasto complotto inviano delle e-mail, dove promettono di regalare dell'oro, a delle persone che dovrebbero andare nel parco locale e passare sotto un arcobaleno. L'arcobaleno risucchia le vittime del piano, che vanno a finire nel "tesoro" dei folletti (un agglomerato di rifiuti). Gli Aqua Teen vengono coinvolti dal momento che Fritto e Carl hanno ricevuto le e-mail fasulle. Dopo che Carl viene derubato dai folletti, Fritto sconfigge gli stessi tramite i suoi raggi laser.
- Guest Star: Scott Hilley (Flargon).

## Bus of the Undead
- Titolo originale: Bus of the Undead
- Scritto da: Dave Willis e Matt Maiellaro

### Trama
Attirato da delle luci provenienti dalla casa degli Aqua Teen, Mothmonsterman scappa dal laboratorio del Dott. Weird. Le luci si rivelano essere il Segnale Frullo, un casco che Frullo indossa sulla testa quando guarda il film Assisted Living Dracula. Mothmonsterman minaccia gli Aqua Teen di lasciare le luci accese. Condizionato dal film, Frullo sospetta che il bus della scuola, da cui Mothmonsterman li sta chiamando, sia posseduto dal fantasma di Dracula. Fritto decide di smentire Frullo portandolo direttamente alla tomba di Dracula. Tornati a casa, gli Aqua Teen trovano Mothmonsterman mentre guarda Assisted Living Dracula e il loro vicino Carl avvolto in un bozzolo con migliaia di uova nell'esofago. Successivamente la casa viene invasa dai Brownie Monsters, mostri creati accidentalmente da Frullo, il quale gettò un pan di biscotti nella macchina per la clonazione prendendo anche il DNA di Mothmonsterman.
- Guest star: H. Jon Benjamin (Mothmonsterman), Don Kennedy (Dracula).
- Altri interpreti: Mary Kraft (infermiera di Dracula).

## Mayhem of the Mooninites
- Titolo originale: Mayhem of the Mooninites
- Scritto da: Dave Willis e Matt Maiellaro

### Trama
Nel quartiere degli Aqua Teen atterra una grande navicella spaziale viola pixellata, da cui escono due alieni pixellati che si presentano a casa di Carl, identificandosi come Ignignokt e Err. I due spiegano che la loro razza, i Lunamiani, proviene dal nucleo interno della Luna e che sono entrambi membri di una razza aliena avanzata di centinaia di anni rispetto alla popolazione terrestre. Dopo aver ricevuto la noncuranza di Carl, i due alieni decidono di presentarsi alla casa degli Aqua Teen dove notano, tramite un cartello sul prato, che possono affittare una stanza. Dopo aver spiegato a Polpetta il motivo per cui Frullo gli ha affittato la sua stanza, quindi al solo scopo di guadagnarci, quest'ultimo apre alla porta facendo entrare i due Lunamiani e affidando loro la stanza. Dopo le lamentele di Polpetta riguardo alla scelta di Frullo, Fritto interroga con sospetto i Lunamiani. Successivamente, dopo una serie di cattive azioni provocate dai due alieni, Fritto e i Lunamiani entrano in conflitto davanti a casa. I due alieni dimostrano di avere la capacità di sparare un enorme proiettile estremamente lento e di formare il "Quad Laser", capace di sparare un proiettile ancora più lento del precedente. In risposta, Fritto fa fuggire i due Lunamiani tramite i suoi raggi laser, criticati come "primitivi" dagli stessi alieni. Tornati sulla navicella spaziale, i Lunamiani si allontano dal pianeta Terra mostrando il dito medio. 
- Guest star: Don Kennedy (Vegetable Man).
- Altri interpreti: Mary Kraft (cliente).

## Balloonenstein
- Titolo originale: Balloonenstein
- Scritto da: Dave Willis e Matt Maiellaro

### Trama
Carl decide di decorare la sua piscina con luci al neon e cerca di impedire a Frullo di avvicinarsi. Nel cielo appare improvvisamente un buco nero che comincia a risucchiare Carl, il quale cerca di aggrapparsi al bordo della piscina. Fritto cerca di aiutarlo legandosi un tubo da giardino intorno alla vita, tuttavia la grondaia su cui lo ha legato Frullo si rompe e Fritto e Carl vengono risucchiati entrambi nel vortice. Ormai solo in casa, Frullo rinchiude Polpetta dentro l'asciugatrice accesa. Dopo essere riuscito a fuggire dal buco nero insieme a Carl, Fritto rimprovera Frullo per non aver fatto sufficientemente attenzione al tubo. Quando l'asciugatrice si ferma, Polpetta scopre di avere dei poteri statici che decide di usare su Frullo. Nonostante usi i suoi poteri principalmente per tormentare Frullo, Polpetta provoca inconsciamente diversi danni: mette in cortocircuito il computer di Fritto, fa esplodere la piscina di Carl e uccide accidentalmente il suo amico Squirrely. Fritto, nel disperato tentativo di rimuovere i poteri di Polpetta, cerca di strofinargli un palloncino gonfiato, con le sembianze di Squirrely, sul suo corpo. Sfortunatamente i poteri di Polpetta sono diventati troppo potenti e il palloncino diventa enorme. Il palloncino vola verso il mare e gli Aqua Teen si dirigono verso la spiaggia. Nel frattempo, Fritto copre Polpetta con frammenti di vetro in modo tale che avvicinandolo al palloncino questo possa esplodere. Tuttavia, quando lo getta nell'oceano, Fritto si rende conto che ha dovuto rimuovere il cervello da Polpetta per farlo galleggiare e che adesso non capisce quello che gli dice. Più tardi, un altro vortice si apre nell'oceano, risucchiando sia il palloncino che Polpetta. Più tardi, Polpetta, con dimensioni sovraumane, riappare davanti alla casa degli Aqua Teen e decide di fare un tuffo a bomba nella piscina dove è presente Frullo.

## Space Conflict from Beyond Pluto
- Titolo originale: Space Conflict from Beyond Pluto
- Scritto da: Dave Willis e Matt Maiellaro

### Trama
Fritto tenta di contattare forme di vita extraterrestri e viene trasportato a bordo di un'astronave aliena nello spazio. Sull'astronave, Fritto incontra due alieni che si fanno chiamare Plutoniani, affermano che il loro unico obiettivo è il dominio del mondo. Nel frattempo, sulla Terra, Carl paga Frullo per falciare l'erba del giardino, tuttavia quest'ultimo affida il lavoro a Polpetta, il quale brucia accidentalmente il prato. Dopo aver visitato la navicella spaziale, Frullo ritorna dallo spazio, il quale entra in conflitto con Carl a causa del prato.
- Altri interpreti: Mary Kraft (voce del documentario).

## Ol' Drippy
- Titolo originale: Ol' Drippy
- Scritto da: Dave Willis e Matt Maiellaro

### Trama
La pigrizia di Frullo porta ad un caos in cucina, creando inconsapevolmente un essere senziente multiforme chiamato successivamente "Ol' Drippy" da Polpetta. Ol' Drippy è un personaggio altruista che fa rapidamente dimenticare agli altri l'intera esistenza di Frullo attraverso la sua estrema gentilezza. Frullo è geloso e cerca di ottenere la simpatia degli altri rimanendo sotto la pioggia tutta la notte, portandolo a prendersi un raffreddore. Ol' Drippy, essendo parzialmente composto di penicillina, si offre di sacrificarsi per salvare Frullo, il quale accetta volentieri. Poco dopo, Ol' Drippy scopre che gli Aqua Teen hanno preso la penicillina. Indipendentemente da ciò, Frullo divora completamente Ol' Drippy.
- Guest star: Todd Field (Ol' Drippy).

## Revenge of the Mooninites
- Titolo originale: Revenge of the Mooninites
- Diretto da: Jay Wade Edwards
- Scritto da: Dave Willis e Matt Maiellaro

### Trama
I Lunamiani tornano sulla Terra per usare i biglietti del carnevale di Polpetta per ottenere la "Cintura Foreigner", che dà a chi la indossa "tutti i poteri del supergruppo rock Foreigner". Se attivata, dopo aver nominato il titolo di una canzone del supergruppo, la cintura ha il potere di alterare la realtà. I Lunamiani congelano Carl nominando il brano Cold As Ice, trasformano Polpetta in un meschino con il brano Dirty White Boy e rimuovono persino la capacità di Fritto di vedere e sparare laser dagli occhi con il brano Double Vision. Successivamente, Carl riesce a strappare la cintura Foreigner da Err e nomina il brano Hot Blooded per riscaldare l'acqua della sua piscina con dentro i Lunamiani, che scappano sulla loro navicella.
- Note: una versione alternativa dell'episodio, intitolata Aqua Child Hunger Force, è stata trasmessa su Adult Swim in occasione del pesce d'aprile del 2021. La versione presenta tutti i personaggi da bambini, doppiati interamente da un cast femminile e comportando notevoli cambiamenti alla trama più "adatta ai bambini".[6]

## MC Pee Pants
- Titolo originale: MC Pee Pants
- Diretto da: Jay Wade Edwards
- Scritto da: Dave Willis e Matt Maiellaro

### Trama
Polpetta e Carl diventano ossessionati dal brano I Want Candy di MC Pee Pants. Condizionati dalla canzone, i due iniziano a mangiare misteriosamente enormi quantità di caramelle. Frullo e Fritto diventano sospettosi quando notano che il resto del testo della canzone parla della liberazione dei demoni dalle profondità dell'inferno per creare un marketing piramidale di dieta globale. Carl e Polpetta si recano all'indirizzo menzionato nella canzone, dove incontrano MC Pee Pants, il quale si rivela essere un gigantesco ragno col pannolino che sta cercando di abbindolare le persone per mangiare grandi quantità di caramelle, quindi usando il loro zucchero presente nel sangue per alimentare un trapano che libererà i demoni necessari per i suoi piani. Fritto si offre di aiutare MC Pee Pants per trovargli un posto nel mondo che non implichi messaggi subliminali, tuttavia lo fa esplodere quando va a fare davvero domanda per un posto di lavoro.

## Circus
- Titolo originale: Circus
- Diretto da: Jay Wade Edwards
- Scritto da: Dave Willis e Matt Maiellaro

### Trama
Nel tentativo di liberarsi di Polpetta, Frullo riesce a trovare il proprietario di un circo che è disposto a comprarlo per usarlo come attrazione da baraccone. Poco dopo, Fritto scopre il piano di Frullo e va a vedere uno spettacolo del circo per cercare di liberare Polpetta.

## Dumber Days
- Titolo originale: Dumber Days
- Diretto da: Ned Hastings
- Scritto da: Dave Willis e Matt Maiellaro

### Trama
Polpetta apprende che non possiede alcun cervello e il suo atteggiamento cambia, diventando apatico, freddo e disperato. Fritto, sperando di rallegrare Polpetta, cerca un modo per creargli un cervello. Fritto riesce a recuperarne uno tramite Carl e dopo averlo trapiantato, Polpetta inizia a leggere più frequentemente, si ingrandisce considerevolmente e arriva persino a creare un "eliminatore dell'antimateria".

## Love Mummy
- Titolo originale: Love Mummy
- Diretto da: Jay Wade Edwards
- Scritto da: Dave Willis e Matt Maiellaro

### Trama
Di notte, gli Aqua Teen vengono disturbati dal loro sonno dall'ululato di qualcosa nelle vicinanze. Il giorno successivo, Fritto e Polpetta indagano e scoprono che nella loro casa risiede un'antica mummia egiziana. Tuttavia, dopo averla liberata dal seminterrato, inizia a minacciare i tre con una maledizione a meno che non gli comprino un sacco di regali costosi e cibo troppo caro.
- Guest star: Tom Clark (Amore di Mamma).

## Dumber Dolls
- Titolo originale: Dumber Dolls
- Diretto da: Jay Wade Edwards
- Scritto da: Dave Willis e Matt Maiellaro

### Trama
Polpetta desidera una bambola e Fritto, visto che non può spendere così tanti soldi per quella che vuole, gliene compra una più economico. Tuttavia si rivela essere molto negativa, a tal punto da rendere tutti tristi.
- Guest star: David Cross (Happy Time Harry).

## Interfection
- Titolo originale: Interfection
- Diretto da: Jay Wade Edwards
- Scritto da: Dave Willis e Matt Maiellaro

### Trama
Frullo cerca di convincere Polpetta che non ha bisogno di lavarsi i denti, affermando che la placca dentale è una cospirazione inventata dalle aziende di dentifrici per convincere le persone ad acquistare i loro prodotti. Si dirigono nella stanza di Fritto e quando cercano informazioni su internet, Polpetta nota un pop-up sullo schermo. Frullo cerca di chiudere il pop-up, tuttavia il clic comporta l'apertura di tanti pop-up che finiscono per uscire dal computer e invadere interamente la stanza. Nonostante il computer venga distrutto nel processo, gli annunci continuano a comparire nella vita reale impossibilitando la chiusura degli stessi. Di ritorno a casa, Fritto scopre i pop-up e nonostante cerchi di staccare la spina e il telefono collegati al suo computer, gli annunci continuano ad apparire. Dopo aver staccato il fusibile elettrico nella sua stanza, viene visualizzato un ultimo pop-up che rivela l'autoproclamatosi "Wizard" (letteralmente Mago) di Internet, un'entità il cui nome è Www.yzzerdd.com. Tentando invano di convincerlo a sbarazzarsi di tutti i pop-up, Fritto entra su Internet e lo affronta di persona. Wizard cerca di convincerlo dei vantaggi di rimanere con il servizio Internet attuale, arrivando al punto di mostrargli come Carl, anche lui invaso dai pop-up, non riesca a raggiungere il bagno in casa sua. Minacciando che andrà offline, Fritto si ritrova a confrontarsi con un pop-up che gli dà due scelte: si (dove sarebbe rimasto iscritto a servizi estremamente invadenti, inclusa una telecamera spia fissa), o no. Dopo aver scelto no, Fritto scopre di non aver letto che gli sarebbero stati concessi altri 90 giorni per decidere cosa vuole fare. Sconfitto, Fritto abbandona la casa e porta Frullo e Polpetta a vivere nei boschi per i prossimi tre mesi, solo per scoprire che Frullo ha portato un computer wireless comportando l'apparizione di altri pop-up.
- Guest star: Todd Hanson (Wwwyzzerdd).

## Bad Replicant
- Titolo originale: Bad Replicant
- Diretto da: Jay Wade Edwards
- Scritto da: Dave Willis e Matt Maiellaro

### Trama
I Plutoniani progettano un piano per rapire Frullo. Dopo aver attirato quest'ultimo nell'astronave, creano un replicante per prendere il suo posto. Tuttavia, il replicante ha ben poche cose in comune con Frullo, il che non inganna Fritto e Polpetta.
- Altri interpreti: Matt Harrigan (Major Shake).

## PDA
- Titolo originale: PDA
- Diretto da: Jay Wade Edwards
- Scritto da: Dave Willis e Matt Maiellaro

### Trama
A Frullo viene rubato un computer palmare. Ciò conduce gli Aqua Teen in una ricerca dello stesso, che include "una caccia alle impronte aliene negli Adirondacks" e "Romulox nelle fosse di Trenton Tar".
- Guest star: Todd Barry (Romulox) e Vishal Roney (Vishal).

## Mail-Order Bride
- Titolo originale: Mail-Order Bride
- Diretto da: Jay Wade Edwards
- Scritto da: Dave Willis e Matt Maiellaro

### Trama
Come auto-regalo di Natale, Frullo e Carl hanno diviso il costo di una sposa per corrispondenza proveniente dalla Cecenia. Alla sposa non piacciono e le cose vanno a finire male per i due. Nel frattempo, Polpetta e Fritto celebrano il Natale.
- Guest star: Rita McGrath (Svetlana).
- Altri interpreti: George Lowe (DJ).

## Cybernetic Ghost of Christmas Past from the Future
- Titolo originale: Cybernetic Ghost of Christmas Past from the Future
- Scritto da: Dave Willis e Matt Maiellaro

### Trama
Un robot che afferma di essere un fantasma del futuro (o del passato) si presenta agli Aqua Teen e Carl per tenere una lezione su come il Natale è stato celebrato in passato (o nel futuro).
- Guest star: Glenn Danzig (se stesso).
- Altri interpreti: MC Chris (Carl da piccolo).